# Sent Joan de Duràs
Sent Joan de Duràs (en francès Saint-Jean-de-Duras) és un municipi francès situat al departament d'Òlt i Garona i a la regió de la Nova Aquitània.

## Demografia
| 1962                                       | 1968 | 1975 | 1982 | 1990 | 1999 | 2007 |
| ------------------------------------------ | ---- | ---- | ---- | ---- | ---- | ---- |
| 286                                        | 324  | 282  | 264  | 245  | 226  | 229  |
| Des de 1962: població sense dobles comptes |      |      |      |      |      |      |

## Administració
| Període   | Identitat         | Partit |
| --------- | ----------------- | ------ |
| 1989-2008 | Colette Chambreau |        |
| 2008-     | Jean-Luc Carmelli |        |